# 格林海恩-拜尔费尔德
格林海恩-拜尔费尔德（德語：Grünhain-Beierfeld，發音：[ˈɡʁyːnhaɪn ˈbaɪɐfɛlt]）是德国萨克森州厄尔士山县的城市，面积22.25平方千米，2023年12月31日人口为5,713人。